# جيمس إدوارد سميث (سياسي)
جيمس إدوارد سميث هو سياسي كندي، ولد في 25 ديسمبر 1831، وتوفي في 9 مارس 1892. انتخب عمدة تورونتو ‏ (1867 – 1869).